# Prison d'Adra
La prison d'Adra est une prison située en Syrie, à la périphérie nord-est de Damas,. Elle est réservée en principe aux criminels de droits commun, mais des prisonniers politiques y sont également détenus, au côté d'un mélange de prisonniers civils tels que des dissidents, délinquants, meurtriers ou trafiquants de drogue. En 2014, la prison renferme plus de 7 000 détenus, dont une douzaine de femmes, dans un espace conçu pour 2 500 personnes,.   
Tous les prisonniers sont libérés dans la nuit du 7 au 8 décembre 2024 lors de la prise de la prison par les rebelles après leur entrée dans Damas.    

## Historique
Ghassan Najjar, un ingénieur emprisonné en 1980, y aurait fait deux grèves de la faim, dont l'une pour protester contre les conditions de détention. Ses codétenus déclarent qu'il avait été si violemment battu par des gardiens de prison qui essayaient de le forcer à manger qu'il avait subi des blessures à la colonne vertébrale.  
Massoud Hamid, étudiant en journalisme kurde, y est détenu à l'isolement dans la prison pendant un an entre 2003 et 2004 avant d'être autorisé à recevoir des visites mensuelles, et Human Rights Watch déclare que des interrogateurs l'auraient torturé sévèrement et battu avec un fouet clouté, sous la plante des pieds, ce qui lui cause des paralysies.  Sa cellule mesure 2 mètres sur 85 cm, dont une large partie occupée par des toilettes.  
En décembre 2004, les détenus kurdes de la prison mènent une grève de la faim, à laquelle la torture aurait mis fin.  
De 2005 à 2008, la prison d'Adra est dirigée par le brigadier général Samir Ousman al-Sheikh.  
Le 7 mars 2011, 13 détenus de la prison d'Adra, des défenseurs des droits humains comme l'ancien juge Haitham al-Maleh, âgé de 80 ans, l'avocat Anwar al-Bunni, Habib Saleh, Ali al-Abdallah, Kamal al-Labwani et Kamal Cheikho, entament une grève de la faim pour protester contre l'oppression du gouvernement et la détention de prisonniers politiques. Selon la Fédération internationale pour les droits humains, ils sont en prison « au seul motif de leur engagement pacifique en faveur des droits de l’Homme ».  
Le 1er juillet 2013, les femmes détenues à la prison d'Adra entament une grève de la faim en réponse à la négligence de leur cas par le parquet de la Cour antiterroriste et par absence d'approbation de leurs procès respectifs, .  
En décembre 2014, la prison se trouve bien au-delà de sa capacité de 2 500 personnes, avec plus de 7 000 prisonniers, accusés de tous types de délits et crimes, des meurtriers aux opposants politiques en passant par de simples petits délinquants.  
En août et septembre 2015, le groupe armé Jaych al-Islam bombarde et prend d'assaut la prison, prenant le contrôle de deux bâtiments,.   
En 2016, d'anciens détenus affirment que les autorités ont libéré plus d'une centaine de prisonniers pour les enrôler dans l'armée, qui manque d'hommes, à cause des défections, désertions et décès, dans le contexte de la guerre civile.   
Alors qu'il résidait depuis 2020 en Californie, Samir Ousman al-Sheikh est arrêté en juillet 2024 à l'aéroport international de Los Angeles par des responsables douaniers alors qu'il s'apprêtait à prendre un vol pour Beyrouth. Il est inculpé par la justice fédérale américaine pour torture le 20 décembre 2024.   

## Conditions de détentions
Selon la Commission d’enquête internationale indépendante sur la Syrie établie par le Conseil des droits de l’Homme, « la torture a été largement et systématiquement pratiquée dans de nombreux établissements de Damas », dont la prison d’Adra. Des femmes y sont également détenues et torturées, de même que des enfants :   

« Halilaga a dit avoir été torturée par les soldats du régime dans différentes manières, chaque jour, faisant également l'objet d'abus physique et psychologique.
"Nous étions torturés environ deux heures chaque jour. Ils nous pendaient et nous battaient. Ils nous donnaient des chocs électriques. Puis ils nous laissaient nous reposer. Et cela continuait chaque jour."
Halilaga a aussi été torturée devant les yeux de son époux. »

Une cellule de 15 m2 peut contenir plus d'une centaine de détenus. Insultes, coups de bâtons et de câbles électriques sont courants. Cependant, la prison d'Adra étant une prison civile, de nombreux détenus y purgent une peine après jugement, et subissent des traitements et tortures moins pénibles que dans des branches de services secrets, où personne ne peut avoir de leurs nouvelles ni savoir où ils sont, victimes de disparitions forcées.

## Anciens détenus notables
- Ali al-Abdallah, journaliste, écrivain et militant des droits humains. Réputé emprisonné à Adra à la libération de la prison en 2024, aucune information n'est disponible depuis à son sujet, laissant craindre qu'il soit mort en détention.
- Anwar al-Bunni, avocat et défenseur des droits humains
- Mazen Darwish, avocat et défenseur des droits humains
- Hussein Ghrer[24], journaliste et militant
- Massoud Hamid, journaliste
- Bassel Khartabil, développeur informatique et militant pacifiste
- Amina Kholani, militante pacifiste
- Kamal al-Labwani, médecin, militant des droits humains
- Haitham el-Maleh, ancien juge, dissident politique
- Tal Mallouhi, étudiante et blogueuse[25], libérée le 8 décembre 2024 lors de la chute du régime[26].
- Riad Seïf, dissident politique et homme d'affaires
- Ragheed al-Tatari, ancien pilote, plus ancien prisonnier politique de Syrie, libéré le 8 décembre 2024 lors de la chute du régime[27].